# Tainanina pilisquama
Tainanina pilisquama är en tvåvingeart som först beskrevs av Senior-white 1925.  Tainanina pilisquama ingår i släktet Tainanina och familjen spyflugor. Inga underarter finns listade i Catalogue of Life.